# The Mark of Cain (película de 2007)
The Mark of Cain (La Marca de Cain en español) es una película bélica de origen británica estrenada en el año 2007 que muestra la realidad del Irak de la tortura y la culpa e indiferencia de los soldados y superiores que llevaron a cabo dichos actos injustificados con prisioneros de guerra que habían asesinado a dos compañeros militares del Regimiento y dejaron impune dichos actos injustificados todo con el fin de salvar la «dignidad, moral y ética» no solo de ellos sino también del regimiento británico estacionado allí en Basora durante la fase de la Operación Telic 2, nombre de la operación bélica británica en la denominada guerra de Irak.

## Argumento
Shane Gulliver (Matthew McNulty) y Mark Tate (Gerard Kearns) son dos jóvenes soldados británicos, amigos de la infancia, destinados en Basora, Irak. Su pelotón cae en una emboscada, a resultas de la cual muere un soldado y su oficial superior. A partir de ese momento la consigna es dar un escarmiento a la población civil y dos tipos que tienen dinero y armas se van a convertir en chivos expiatorios. El film muestra la terrible presión que sufren los soldados, que les empuja a actos terribles de violencia y tortura injustificables, aunque se escuden en la lealtad que se deben unos a otros para silenciarlos. La trama de guerra se estructura alrededor de un juicio en que los protagonistas se convierten en cabezas de turco para salvar al ejército, de modo que les toca desempeñar un papel muy semejante al de los dos civiles iraquíes que ellos torturaron previamente con la connivencia de los mandos. Las escenas de tortura y vejaciones son de una dureza extrema.

## Premios y nominaciones
2007: 2 Nominaciones BAFTA TV Awards: Mejor director y guion